# أندرو ستيوارت (سياسي)
أندرو ستيوارت هو سياسي كندي، ولد في 25 نوفمبر 1785 بكينغستون في كندا، وتوفي في 21 فبراير 1840 في نفس البلد.